# Pleasureman (US Version)
Albums de Günther
Pleasureman
Pleasureman (US Version) est un album de Mats Söderlund sous son pseudonyme Günther, sorti en 2006. Cet album est une version de Pleasureman, son autre album, en vente aux États-Unis.

## Liste des chansons
1. Like Fire Tonight
2. Tutti Frutti Summerlove
3. Golddiggers
4. Ding Dong Song
5. Teeny Weeny String Bikini
6. Touch Me (en duo avec Samantha Fox)
7. Pleasureman
8. Crazy & Wild
9. One Night Stand
10. I'm Your Man (G.U.N.T.H.E.R)
11. Naughty Boy
12. Enormous Emotions' (I Love You)
13. Ding Dong Song (Lounge Version)
14. The Christmas Song (Ding Dong)